# Róbert Gunnarsson
Róbert Gunnarsson (født 22. maj 1980 i Reykjavik, Island) er en pensioneret islandsk håndboldspiller, der sidst spillede for Aarhus Håndbold efter en længere periode i henholdsvis VfL Gummersbach og Rhein-Neckar Löwen i den tyske Bundesliga samt i Paris SG. Han fik sit internationale gennembrud i sin første periode i Aarhus, som han forlod i 2005, men vendte tilbage til i 2016. Gunnarsson er stregspiller.
Gunnarsson var en markant spiller på det Aarhus-hold, der i 2005 spillede sig i DM-finalen, og han blev samme år valgt til Årets håndboldspiller i den danske liga.
Gunnarsson var en fast del af det islandske landshold, som han har repræsenteret mere end 100 gange. Han var blandt andet med til at vinde sølv ved OL i Beijing 2008.